# Меленково
Меленково (біл. Мелянкова) — село в Білорусі, у Кобринському районі Берестейської області. Орган місцевого самоврядування — Городецька сільська рада.

## Історія
У 1921 році село входило до складу гміни Городець Кобринського повіту Поліського воєводства Польської Республіки.

## Населення
Станом на 10 вересня 1921 року в селі налічувалося 61 будинок та 279 мешканців, з них:
- 139 чоловіків та 140 жінок;
- 279 православних;
- 190 українців (русинів) та 89 поляків.

За переписом населення Білорусі 2009 року чисельність населення села становило 68 осіб.